# Claudenus appendiculata
Claudenus appendiculata är en sjöpungsart som först beskrevs av Heller 1877.  Claudenus appendiculata ingår i släktet Claudenus och familjen lädermantlade sjöpungar. Inga underarter finns listade i Catalogue of Life.